# لويس روز
لويس روز (بالإنجليزية: Louis Rose)‏ هو سياسي أمريكي، ولد في 24 مارس 1807 في ألمانيا، وتوفي في 14 فبراير 1888. حزبياً، نشط في الحزب الديمقراطي.